# Georgine Galster

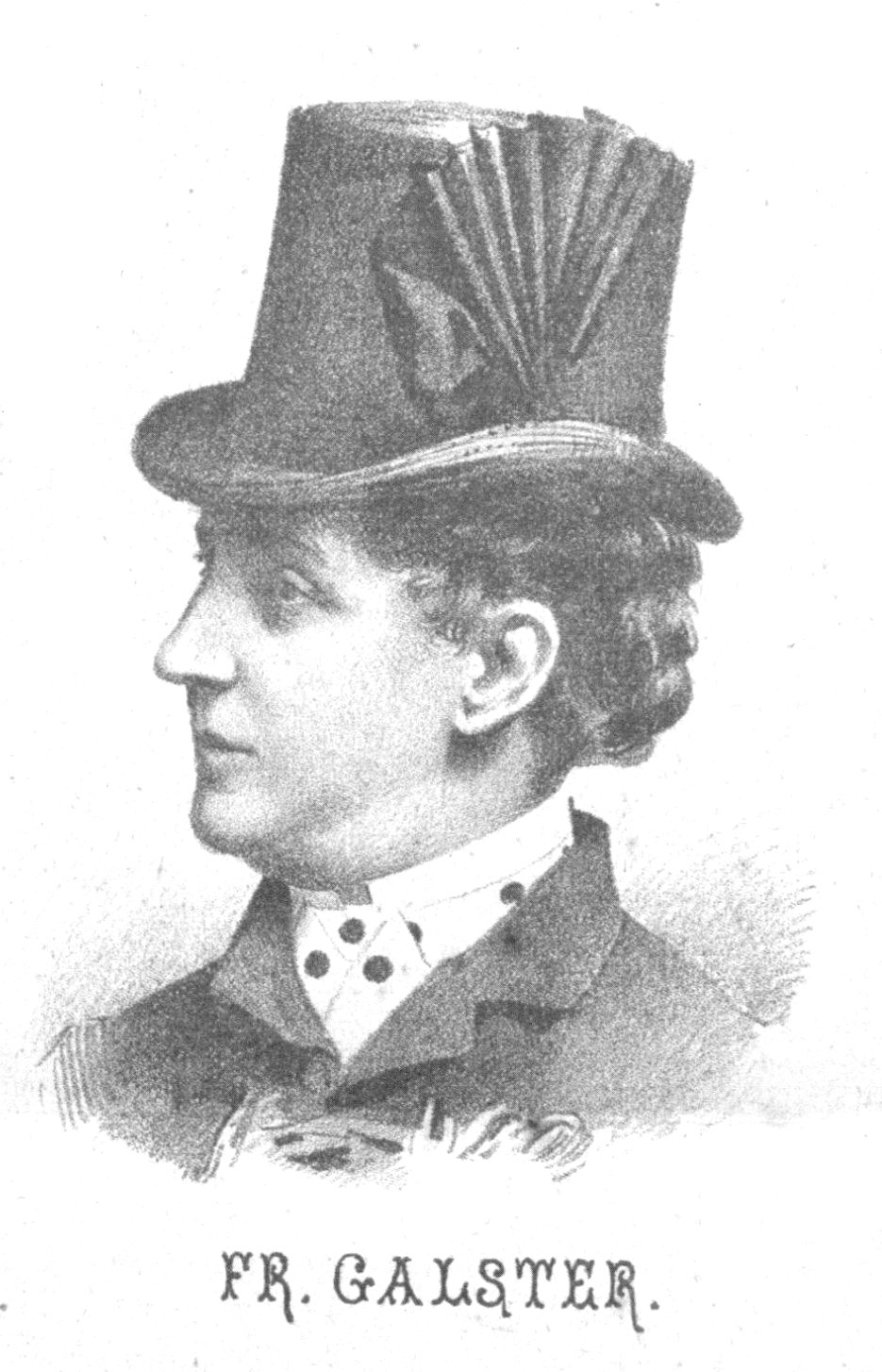
Georgine Galster im Jahre 1887

Georgine Caroline Adolphine Ottilie Auguste Franziska Louise Galster, verheiratete Georgine Meysel, (geboren 27. November 1841 in Neustrelitz; gestorben 27. Oktober 1917 in Berlin-Wilmersdorf) war eine deutsche Theaterschauspielerin.

## Leben
Galster, eine Tochter des Schauspielers Carl Galster, erhielt ihre Ausbildung in Berlin bei Adele Peroni-Glasbrenner und wirkte danach an hervorragenden Bühnen in Deutschland im Fach der Anstandsdamen und Mütter. In Österreich war sie Mitglied des Wiener Stadttheaters und des Carltheaters. Von 1886 bis 1898 war sie am Prager Landestheater engagiert und zog sich dann ins Privatleben zurück.
Ihre Geschwister waren Adele Garsò-Galster, Cäsar Galster und Carl Galster, allesamt ebenfalls Schauspieler.
Sie war verheiratet mit dem Komiker und ehemaligen Besitzer des Meysel-Theaters Eduard Meysel (1815–1892).